# 1966-os dél-afrikai általános választás
1966. március 30-án általános választásokat tartottak Dél-Afrikában. Az eredmény a Hendrik Verwoerd vezette Nemzeti Párt (NP) számára elsöprő győzelmet jelentett.
A választások jelentős hatalmi erősödést is hoztak a kormányzó NP számára, amely először szerzett kétharmados többséget a parlamentben. A fő ellenzéki Egyesült Párt némileg növelte a szavazatarányát, de ennek ellenére parlamenti képviselete tíz mandátummal csökkent.
Az 1965-ös alkotmánymódosítási törvény 150-ről 160-ra emelte a dél-afrikai fehér szavazók képviselőházi képviselőinek számát. Ezen kívül hat hely jutott a délnyugat-afrikai (ma Namíbia) fehér szavazók számára. Négy helyet továbbra is fenntartottak a kevert képviseletnek, akiknek 1966-ban nem kellett indulniuk az újraválasztásért.

## Eredmények
| Párt     | Párt                                    | Szavazatok | %      | Mandátumok |
| -------- | --------------------------------------- | ---------- | ------ | ---------- |
|          | Nemzeti Párt (NP)                       | 759 331    | 58,31  | 126        |
|          | Egyesült Párt (VP)                      | 476 815    | 36,62  | 39         |
|          | Progresszív Párt (PP)                   | 39 717     | 3,05   | 1          |
|          | Délnyugat-afrikai Egyesült Párt (SWAVP) | 9 814      | 0,75   | 0          |
|          | Republikánus Párt                       | 8 212      | 0,63   | 0          |
|          | Független Párt                          | 5 800      | 0,45   | 0          |
|          | Front Párt                              | 1 526      | 0,12   | 0          |
|          | Keresztény-Nemzeti Párt                 | 936        | 0,07   | 0          |
|          | Kevert képviselet                       |            |        | 4          |
| Összesen | Összesen                                | 1 302 151  | 100,00 | 170        |

## Fordítás
Ez a szócikk részben vagy egészben  a(z)   1966 South African general election című angol Wikipédia-szócikk ezen változatának fordításán alapul.  Az eredeti cikk szerkesztőit annak laptörténete sorolja fel. Ez a jelzés csupán a megfogalmazás eredetét és a szerzői jogokat jelzi, nem szolgál a cikkben szereplő információk forrásmegjelöléseként.